# Cremastus nordi
Cremastus nordi là một loài tò vò trong họ Ichneumonidae.